# Marie Johan Teixeira de Mattos
Marie Johan Teixeira de Mattos (Rotterdam, 9 oktober 1896 - Madrid, 20 juli 1990) was militair voor en tijdens de Eerste Wereldoorlog.
Hoewel Marie Teixeira in Rotterdam werd geboren, als lid van de familie Teixeira de Mattos, groeide hij op in Amersfoort, waar zijn ouders tegenover de kazerne woonden.

## Militair
Nadat zijn oudere broer 2e luitenant werd bij het Eerste Regiment Huzaren, wilde Marie Teixera ook in dienst, maar hij werd afgekeurd wegens een slecht rechteroog. Zijn vader was echter goed bevriend met prins Hendrik en zo werd Marie in 1913 als Nederlands officier geplaatst in het 15de Husarenregiment Königin Wilhelmina der Niederlande nadat hij in Potsdam een korte opleiding had genoten. Hij voegde zich bij het regiment, dat zich toen in België bevond, en diende er vijf jaar.
Toen de oorlog uitbrak, kreeg hij van de Duitse keizer Wilhelm II toestemming naar het oostfront te gaan om niet tegen landgenoten te hoeven vechten. Half november 1914 werd het regiment van België naar het oostfront getransporteerd. Per trein reisde hij naar Koningsbergen samen met ritmeester der gardekurassiers Von Loessl.
Bij de Tannenberg kreeg hij zijn eerste vuurdoop. Ritmeester Von Loessl leerde hem: "Een koninklijke Pruisische officier bukt niet!" toen Teixeira een granaat hoorde fluiten en weg wilde duiken. Hij bleef vier jaar aan het oostfront. Er was niet genoeg voer voor de paarden, de Russen hadden mitrailleurs, en dus werd het een loopgravenoorlog. De helft van het officierskorps sneuvelde, Teixeira verloor zijn paard, maar de slag bij de Tannenberg verliep gunstig. Ze vochten ook tegen een Pools regiment, bestaande uit adellijke militairen die met zwaarden vochten. Het Wilhelmina regiment had lansen die langer waren dan de Poolse zwaarden, hetgeen een duidelijk voordeel was.
In het voorjaar van 1915 trokken zij zich terug uit Polen en vonden onderdak in Koerland. Voor het eerst sinds het uitbreken van de oorlog sliepen ze in bedden. Daar ving hij Russische adellijke officieren op, die na de Februarirevolutie op de vlucht waren.
Op 10 november 1918 hoorde hij dat de keizer naar Nederland was gevlucht. Het Duitse leger trok zich uit het oostgebied terug en Teixeira ging terug naar Nederland. Koningin Wilhelmina complimenteerde hem.

## Burger
Na de oorlog ging Teixera naar Argentinië en begon paarden te fokken. Ook ving hij struisvogels om de veren aan modehuizen te verkopen.
Toen zijn ouders ziek werden, kwam hij terug naar Nederland. In die periode bezocht hij regelmatig de Duitse keizer en nam hij deel aan jachten met prins Hendrik.
Marie Teixeira was in 1925 in Madrid getrouwd met Carmen Guillermina Pura de Alguer y de Mico en woonde sinds 1937 in Madrid. Ze hadden een vakantiehuis in Sitges. Hij was consul van de ANWB.
Teixeira was rechtsridder van de Johanniter Orde en ridder Orde van Oranje-Nassau.

## Trivia
- In 1643 had zijn voorvader van koning Filips IV van Spanje de titel 'San Payo' gekregen. In Nederland heeft de familie Teixeira het predicaat Jonkheer, maar in Madrid werd Marie Teixeira baron genoemd.
- Teixeira werd Marie genoemd. In het interview van drs Hans Olink wordt Teixera Juan Maria genoemd, hetgeen niet juist is.